# لجنة التوفيق الفلسطينية
لجنة التوفيق الفلسطينية (PCC) كانت منظمة أنشأها البريطانيون عقب حرب 1948 الإسرائيلية «للمساعدة في الوصول إلى تسوية للصراع العربي الإسرائيلي». وخلال خمسينيات القرن العشرين، بذلت لجنة التوفيق الفلسطينية قصارى جهدها للتعامل مع القضايا الرئيسية في الصراع العربي الإسرائيلي، إلا أن اللجنة لم تحقق أيًا من أهدافها و«توقفت عن العمل عام 1962».